# Český fousek
Der Český fousek (Böhmisch Rauhbart) ist eine von der FCI anerkannte Hunderasse aus der Tschechischen Republik (FCI-Gruppe 7, Sektion 1.3, Standard Nr. 245).

## Herkunft und Geschichtliches
Aus dem Jahre 1348 stammt die älteste bekannte Aufzeichnung über einen böhmischen Jagdhund; diese Dokumente werden auf der Burg Karlštejn aufbewahrt. Ob es sich bei dem Hund um einen Vorstehhund handelte, ist nicht bekannt. Erst in späteren Dokumenten wird er als „canis boehmicus“, also Böhmischer Jagdhund, bezeichnet. Im 16. und 17. Jahrhundert scheinen die tschechischen Jagdhunde im mitteleuropäischen Raum sehr beliebt gewesen sein. Eine erste eindeutige Zuordnung ist erst im 1882 erschienenen Werk Myslivost (Jagdwesen) von J. Černý zu finden. Die Anerkennung begann 1881 mit der Gründung des Vereins für die Züchtung und Abrichtung von Jagdhunden, der erste Rassestandard stammt von 1882. 1886 wurde in Písek der Klub zur Förderung des Böhmischen Vorstehhundes gegründet und der Name Český Fousek festgelegt.
Bis zum Ersten Weltkrieg war der Český fousek der häufigste rauhaarige Vorstehhund auf dem Gebiet Böhmens. Nachdem die Rasse durch den folgenden Krieg dezimiert worden war, begannen deren Liebhaber in den 1920er Jahren, sie wieder aufzubauen. Dazu wurden die wenigen verbliebenen Exemplare des Böhmischen Rauhbarts mit rauhaarigen Pointern und Griffons gekreuzt, um die heute bekannte, moderne Rasse des Český fousek zu erhalten. Erst 1958 wurde das Einkreuzen fremder Rassen eingestellt.
Derzeit nimmt die Rasse bei den Zuchtzahlen für Jagdhunde in ihrem Ursprungsland wieder Platz zwei ein. Sie erfreut sich im mitteleuropäischen Raum immer größerer Beliebtheit. In Österreich, Deutschland und der Schweiz gibt es Besitzer, Züchter und Zuchtvereine des Český fousek.

## Beschreibung
Mit bis zu 63 cm ist er ein mittelgroßer, rauhaariger Jagdhund, der dem Klima auch in den Bergen gut angepasst ist. Die Fellfarben sind dunkelschimmel mit oder ohne braune Platten, braun mit melierten Abzeichen an der Vorderbrust und an den unteren Gliedmaßen oder braun ohne jegliche weitere Abzeichen. Die mit kurzem, weichem Haar bedeckten Ohren sind hoch angesetzt und breit, am Ende leicht abgerundet und liegen gut am Kopf an. Die mittelstarke Rute bildet optisch die Verlängerung der Rückenlinie. Seinen deutschen Namen erhielt er vom typischen Bart, weil sich am Unterkiefer sowie an den Lefzen längeres und weicheres Haar befindet. Die Stirn, der Oberkopf und die Backen sind mit einem kurzen und derben Haar bedeckt.

## Verwendung
Er ist universell verwendbar für Feld-, Wasser- sowie Waldarbeit. Er besitzt Raubzeugschärfe, ist aber trotzdem leicht zu führen und seinem Hundeführer und dessen Familie sehr zugetan.